# Inca (Spagna)
Inca è un comune spagnolo di 29 308 abitanti situato nella comunità autonoma delle Baleari.